# Japão nos Jogos Olímpicos de Inverno de 2022
Japão participou dos Jogos Olímpicos de Inverno de 2022, realizados em Pequim, na China.
Foi a 22.ª aparição do país em Olimpíadas de Inverno. Foi representado por 124 atletas, sendo 49 homens e 75 mulheres.

## Competidores
| Esporte                                | Masculino | Feminino | Total |
| -------------------------------------- | --------- | -------- | ----- |
| Biatlo                                 | 2         | 4        | 6     |
| Combinado nórdico                      | 5         | —        | 5     |
| Curling                                | 0         | 5        | 5     |
| Esqui alpino                           | 1         | 2        | 3     |
| Esqui cross-country                    | 4         | 4        | 8     |
| Esqui estilo livre                     | 6         | 6        | 12    |
| Hóquei no gelo                         | 0         | 23       | 23    |
| Luge                                   | 1         | 0        | 1     |
| Patinação artística                    | 5         | 5        | 10    |
| Patinação de velocidade                | 7         | 8        | 15    |
| Patinação de velocidade em pista curta | 4         | 3        | 7     |
| Salto de esqui                         | 5         | 4        | 9     |
| Snowboard                              | 9         | 11       | 20    |
| Total                                  | 49        | 75       | 124   |

## Medalhas
Estes foram os medalhistas desta edição:
| Atleta | Esporte                 | Evento                            | Medalha |
| --- | ----------------------- | --------------------------------- | ------- |
| Ryōyū Kobayashi                                                                                               | Salto de esqui          | Pista normal individual masculino | Ouro    |
| Ayumu Hirano                                                                                                  | Snowboard               | Halfpipe masculino                | Ouro    |
| Miho Takagi                                                                                                   | Patinação de velocidade | 1000 m feminino                   | Ouro    |
| Miho Takagi                                                                                                   | Patinação de velocidade | 1500 m feminino                   | Prata   |
| Yuma Kagiyama                                                                                                 | Patinação artística     | Individual masculino              | Prata   |
| Ryōyū Kobayashi                                                                                               | Salto de esqui          | Pista longa individual masculino  | Prata   |
| Miho Takagi                                                                                                   | Patinação de velocidade | 500 m feminino                    | Prata   |
| Ayano Sato Miho Takagi Nana Takagi                                                                            | Patinação de velocidade | Perseguição por equipes feminino  | Prata   |
| Satsuki Fujisawa Chinami Yoshida Yumi Suzuki Yurika Yoshida Kotomi Ishizaki                                   | Curling                 | Feminino                          | Prata   |
| Ikuma Horishima                                                                                               | Esqui estilo livre      | Moguls masculino                  | Bronze  |
| Shōma Uno Yuma Kagiyama Wakaba Higuchi Kaori Sakamoto Riku Miura Ryuichi Kihara Misato Komatsubara Tim Koleto | Patinação artística     | Equipes                           | Bronze  |
| Sena Tomita                                                                                                   | Snowboard               | Halfpipe feminino                 | Bronze  |
| Shōma Uno | Patinação artística     | Individual masculino              | Bronze  |
| Wataru Morishige                                                                                              | Patinação de velocidade | 500 m masculino                   | Bronze  |
| Kokomo Murase                                                                                                 | Snowboard               | Big air feminino                  | Bronze  |
| Akito Watabe                                                                                                  | Combinado nórdico       | Individual pista longa            | Bronze  |
| Akito Watabe Yoshito Watabe Hideaki Nagai Ryota Yamamoto                                                      | Combinado nórdico       | Equipes                           | Bronze  |
| Kaori Sakamoto                                                                                                | Patinação artística     | Individual feminino               | Bronze  |

## Desempenho

### Biatlo
Masculino
Feminino

### Combinado nórdico
Masculino

### Curling
Feminino

### Esqui alpino
Masculino
Feminino

### Esqui cross-country
Masculino
Feminino

### Esqui estilo livre
Masculino
Feminino

### Hóquei no gelo
Feminino

### Luge
Masculino

### Patinação artística
Masculino
Feminino

### Patinação de velocidade
Masculino
Feminino

### Patinação de velocidade em pista curta
Masculino
Feminino

### Salto de esqui
Masculino
Feminino

### Snowboard
Masculino
Feminino
Legenda
| Recorde mundial      | Recorde mundial (World record)               |                       | Recorde africano                      | Recorde africano (African) |                                           | Q | Classificado por posição (Qualified) |
| Recorde olímpico     | Recorde olímpico (Olympic record)            | Recorde da América    | Recorde da América (Americas)         | q                          | Classificado por melhor tempo (Qualified) |   |                                      |
| Melhor marca do ano  | Melhor marca do ano (World leading)          | Recorde asiático      | Recorde asiático (Asian)              | DNS                        | Não largou (Did not start)                |   |                                      |
| Recorde nacional     | Recorde nacional (National record)           | Recorde europeu       | Recorde europeu (European)            | DNF                        | Não terminou (Did not finish)             |   |                                      |
| Recorde pessoal      | Recorde pessoal do atleta (Personal best)    | Recorde da Oceania    | Recorde da Oceania (Oceania)          | DSQ / DQ                   | Desclassificado (Disqualified)            |   |                                      |
| Recorde da temporada | Recorde da temporada do atleta (Season best) | Recorde sul-americano | Recorde sul-americano (South America) | NM                         | Sem marca (No mark)                       |   |                                      |